# Travka
Trupa Travka (din rusă травка, termen argotic pentru „marijuana”, provenind din трава, „iarbă”) a fost o formație de rock alternativ care s-a format la Focșani în anul 2002.
Componența trupei a fost: George Gâdei (voce), Misha Gâlcă (chitară, bas), Alexei Țurcan (chitară, acordeon, keys) și Cristian Chirodea (baterie)

## Istoricul formației
“Trupa Travka reprezenta în 2005 o noutate  în peisajul muzical romanesc, destul de sărac în pop-rock alternativ ori brit-pop, genuri care se bucurau de o largă apreciere în Europa și America, dar mai deloc promovate în Romania. Travka a adus un sunet proaspat, unic și personal, aspru dar mai puțin agresiv, melodios fără a cădea în dulceag. Nu semăna cu nimeni din rock-ul autohton, dar seamăna cu ce se canta atunci în lume, fără însă a copia pe cineva anume. Unii îi aseamănau cu Héroes del Silencio, poate datorită timbrului vocalistului George Gadei. Alții îi comparau cu Snow Patrol, Jet sau Supergrass, nu pentru că ar fi semănat cu adevarat, ci pentru că se încadrau într-un gen prea puțin reprezentat și mediatizat în Romania.” [Dada Music]
Trupa Travka a fost înființată întamplător în Focșani în primăvara anului 2002, membrii ei provenind din Barlad, București, Focșani și Republica Moldova. George Gadei (membru fondator, voce), Mihail Gâlcă (chitară), Răzvan Rusu ”Mizdan” (bas), Gabriel Boboc (tobe), Alexei Țurcan (chitară). În această formulă au apărut primele piese, născute dintr-o reală bucurie de a cânta și din dorința de a crea altceva, nu neapărat muzică, mai degrabă spectacol, atitudine, transă, punându-se accent pe mesaj și culoare, cu texte elaborate și total opuse manierei „Barbie-Play-back” la modă în acea perioadă. Așa a apărut și numele Travka, cuvânt provenit din limba rusă, care înseamnă ierbușoară. De ce Travka? Pentru că este interzisă, pentru că produce stări, pentru că are doi de a... pentru că este ușor de reținut!
De la început au fost remarcați de Radio Dada, care i-a încurajat și promovat. 
Prima piesă înregistrată este melodia Noapte, difuzată în premieră la RadioDada și care a rămas pe locul 1 în topul radioului timp de un an.
Primele concerte Travka din Focșani, Iași, Tecuci, le aduc și primii fani. Pe data de 17 decembrie 2002, cu ocazia împlinirii unui an de la înființarea postului Radio Dada, Travka concerteaza în Focșani, alături de Sarmalele Reci și Hara. În mai 2003, la Focșani, sărbătoresc un an de la înființare în concert alături de Vița de Vie. În aceeasi lună, Travka participă la Festivalul „Nopțile Sfantului Gheorghe” unde caștigă și un premiu, constand în înregistrarea unui demo într-un studio profesionist. 
Participă la cel mai important festival rock din Romania: Top T – Buzău, unde sunt revelația festivalului și castigă marele premiu încă din timpul recitalului! Urmează primele concerte la București în Club Lenoir și Club A, trupa devenind cunoscută în underground ca trupă a „noului val”.  Cantă la Festivalul Berii în Focșani.
Urmează apariții TV (emisiunile Taverna, Rock Forum,Underground, MTV Alternative Competition etc). 
În luna iunie 2003 cântă alaturi de Trooper și Celelalte Cuvinte în Arenele Romane,  în fața unui public de 5000 de oameni, bucurându-se de succes și având parte de încurajare din partea criticii de specialitate.  Urmează Stufstock 2003 - prima ediție (Vama Veche).
Se mută la București. În septembrie cantă la Festivalul Motocicliștilor - Snagov 2003, alaturi de Iris. 
În 2004 - concerte în cluburile bucureștene (ClubA, Big Mamou, Underworld). 
Cantă în deschidere, la Stufstock 2004.
Sunt invitați în recital la a XX-a ediție a festivalului Top T – Buzău, alături de Iris, Cargo, Luna Amară, Celelalte Cuvinte, Implant pentru refuz, Trooper. 
Concerte la Timișoara – Student Fest 2004, Festivalului Internațional de Teatru – Sibiu 2004, Club A – Vama Veche, Fan Fest – Roșia Montană.
Din 2005, Alexei Țurcan trece la tobe și este cooptat chitaristul Alexandru Hosu.
Travka ar fi trebuit să cante la Stufstock 2005, în deschiderea festivalului, dar, din păcate, cu cateva zile înainte de festival, George a fost grav rănit într-un accident de mașină, ceea ce a facut ca activitatea trupei să se întrerupă pentru cateva luni. Deși recomandarea medicilor a fost ca pe o perioadă de cel putin 6 luni George să nu mai facă nici un efort vocal, Travka totuși cantă în octombrie în deschiderea concertului Iris de la Focșani, iar la sfarșitul lui noiembrie în Club A. Accidentul suferit de vocalist ar fi putut fi un impediment, dar Moș Crăciun, Moș Nicolae și alți moși au făcut mai devreme posibilă apariția albumului de debut și a videoclipului la piesa care dă titlul albumului, în plină perioadă a sărbătorilor de iarnă.
	Înregistrările pentru albumul de debut, Corabia nebunilor, au început în iarna lui 2004 la studioul Avantgarde din Galați. Mixarea și masterizarea materialului s-au facut în vara lui 2005 la studioul VdV Music. Grafica albumului a fost realizată de Laris Productions și a beneficiat de fotografii de Adi Stoicoviciu. Piesa aleasă pentru promovare este cea care dă și titlul albumului, Corabia nebunilor.  Videoclipul a fost regizat de Marcel Țop, filmat de Gjoko Mandele Goce, montat de Florin Ionescu și, alături de membrii trupei, a jucat actrița Anca Cernea.
“De ce Corabia nebunilor este piesa manifest a trupei Travka. In societatea modernă, bazată pe consum, hedonismul este în mod necesar impus ca filosofie de viață. Toate canalele media, cu tot ce produc sau propun ele, reclame, film, muzică, emisiuni, articole, talk shows, repetă obsesiv vrei!, meriți!, consumă!, carpe diem! Generațiile noi sunt tot mai grăbite și nerăbdătoare să facă, să aibă, să trăiască. Nu mai există tenacitatea și truda susținută, nici măcar dorința de a construi durabil, în timp. Travka este exponenta generației sale, nu refuză hedonismul, nici n-ar putea, dar, în dosul îmbratișării lui, se simte gustul ușor amar al dezamăgirii, se ghicește nostalgia unui altceva, a unui asta nu poate fi totul. 
George este un Noe contemporan, confuz și grăbit, care își construiește corabia (în care să salveze omenirea) din frânturi de realitate deformată, un amestec de clișee imagistice din iconografia vremii. 
Regina lui este o femeie rătăcită, ultragiată și păcătoasă, iar repopularea de după potop este ipotetică și nedorită. Călătoria promisă este o evadare imaginară în plăceri sexuale, o poveste care va lua sfârșit odată cu răsăritul și intruziunea stridentă a realității cu blocuri și tramvaie. Este un Noe blazat, învins de potopul tehnologic, constructor al unei bărci din hartie. Hartia unei reviste pentru adolescenți.
Corabia nebunilor este trupa Travka, este un concert Travka, este muzica Travka, dar este și lumea în care trăim, rătăcind în derivă prin ea însăși… “ [Dada Music]
Albumul Vreau să simt Praga lansat în anul 2007 a fost primul album românesc lansat gratuit pe internet sub licență Creative Commons. Concertul de lasare a albumului s-a bucurat de un enorm succes în rândul fanilor, Clubul Fabrica dovedindu-se a fi neîncăpător pentru numărul foarte mare de fani veniți la concert. 
În august 2008 au anunțat desființarea trupei, iar trei dintre membri - Alexei Țurcan / chitară, keys, Cristian Chirodea / baterie și Mizdan / chitară bas, au început proiectul Discoballs, dar în martie 2010 Travka își anunță revenirea. Evenimentul a fost marcat printr-un concert care a rămas în istoria underground-ului românesc - peste 1000 de oameni la concertul organizat în Clubul The Silver Church și coadă de zeci de metri afară, făcută de cei care nu au mai putut intra.   Cele mai ascultate melodii pe contul oficial YouTube:  În Aer, Iubire, Corabia nebunilor, Soare răsare, Aici Sunt Eu, Înger sedat și Fetele-n lună.
Au participat în anul 2017 la turneul itinerant Overground Elements Reunited Arhivat în 25 martie 2017, la Wayback Machine. cântând în marile orașe din România (București, Cluj, Iași, Timișoara) alături de formațiile: byron, The Mono Jacks și Robin and the Backstabbers.

## Discografie
- Corabia Nebunilor (2005)
- Vreau să simt Praga (2007)
- Okean (2012)